# Alpska Slovenija
Alpska Slovenija je ena izmed pokrajin po Gamsovi pokrajinsko-ekološki členitvi Slovenije.

## Kamnine
Alpska Slovenija je skoraj v celoti iz apnenca in dolomita, tako da v tem delu Slovenije prevladuje visokogorski kras.

## Delitev
Glede na značilnosti se Alpska Slovenija nadalje deli na:
- Julijske Alpe
- Zgornjesavska dolina
- Zahodne in Srednje Karavanke
- Mežiško-Solčavske Karavanke
- Kamniško-Savinjske Alpe

## Gospodarstvo
Zaradi geografskih značilnosti tu prevladuje govedoreja (mlečna in mesna), gozdarstvo in turizem (predvsem pohodništvo in športni turizem).